# Panama (provincie)
Panama is een provincie van het gelijknamige land Panama en omvat het wijde gebied rond de nationale hoofdstad Panama-Stad. De provincie is gelegen aan de Grote Oceaan. Het indianenreservaat (comarca) Kuna de Madugandí behoort tot de provincie. In 2014 werd het gebied ten westen van het Panamakanaal afgesplitst als de provincie Panama Oeste.
De provincie heeft 1.249.032 inwoners (2010) op een oppervlakte van ruim 8409 km².

## Districten
De provincie bestaat uit zes gemeenten (distrito); achter elk district de hoofdplaats (cabecera):
- Balboa (San Miguel)
- Chepo (Chepo)
- Chimán (Chimán)
- Panamá (Ciudad de Panamá)
- San Miguelito (Amelia Denis de Icaza)
- Taboga (Taboga)

Bocas del Toro · Chiriquí · Coclé · Colón · Darién · Herrera · Los Santos · Panamá · Panamá Oeste · Veraguas